# Papi Juancho
Papi Juancho è il quinto album in studio del cantante colombiano Maluma, pubblicato nel 2020.

## Tracce
1. Medallo City – 3:53
2. Bella-K (with Zion featuring Randy) – 3:43
3. Hawái – 3:19
4. Cielo a un diablo – 3:25
5. Perdón (featuring Yandel) – 3:00
6. La cura – 2:56
7. Luz verde – 3:03
8. Cuidau (featuring Yomo) – 3:33
9. Parce (featuring Lenny Tavárez & Justin Quiles) – 4:08
10. Viento (Interlude) – 2:42
11. Madrid (with Myke Towers) – 3:18
12. Salida de Escape – 3:04
13. Ansiedad – 3:40
14. Mai mai (featuring Ñengo Flow & Jory Boy) – 3:57
15. Vete vete (featuring Ñejo & Dalmata) – 4:03
16. Me acuerdo de ti (featuring Darell) – 3:43
17. Boy Toy – 3:15
18. Booty – 2:37
19. Quality – 2:41
20. Copas de vino – 3:12
21. ADMV – 3:13
22. ADMV (Versión urbana) – 3:05